# 八幡村 (和歌山県)
八幡村（やはたむら）は、和歌山県有田郡にあった村。現在の有田川町の東部、有田川の上流域および支流・湯川川の流域にあたる。

## 地理
- 山岳：生石ヶ峰、大峰山、堂鳴海山、飯盛山、黒松山、尖峰山、床山、壁山、前山、矢筈山、丸尾山、朽砥山、兵ヶ城山、水ヶ宝形山、石堂山、若藪山、和田尾山
- 河川：有田川、遠井谷川、宮川谷川、沼谷川、湯川川

## 歴史
- 1889年（明治22年）4月1日 - 町村制の施行により、三田村・宮川村・大蔵村・西原村・清水村・久野原村・上湯川村・下湯川村・楠本村・沼村・遠井村の区域をもって発足。
- 1955年（昭和30年）5月10日 - 城山村・安諦村と合併して清水町が発足。同日八幡村廃止。